# Buntastrild
Der Buntastrild (Pytilia melba) ist eine Vogelart in der Familie der Prachtfinken aus dem tropischen Afrika südlich der Sahara. Die Art wurde zuerst in die Gattung Fringila gestellt.

## Beschreibung
Buntastrilde erreichen eine Körperlänge von zwölf bis 13 Zentimeter. Auffallend sind der rote Schnabel und die rote Gesichtsmaske. Von der Schnabelbasis ausgehend, verläuft ein schmales Band über die Augen zum Nacken hin und bildet dort einen großen Nackenfleck aus. Die Brust und die Flügeloberdecken sind olivgrün. Die Unterseite ist gesperbert. Weibchen sind ähnlich wie Männchen gefärbt, jedoch fehlt ihnen die rote Gesichtsmaske. Der Gesang ist gurgelnd und pfeifend. Die Unterarten des Buntastrilds werden je nach Größe der roten Gesichtsmaske in eine rotzügelige und in eine grauzügelige Unterartengruppe unterteilt.

## Verbreitung und Lebensraum
Der Lebensraum des Buntastrilds sind die trockeneren Savannen und Buschgebiete Afrikas. Die Art fehlt in der Regenwaldregion West- und Zentralafrikas sowie in den nördlich daran angrenzenden, feuchten Savannen und im Hochland von Äthiopien. Die rotzügeligen Unterarten bewohnen den nördlichen Teil des Verbreitungsgebietes. Sie sind vom Senegal über den Sudan und den Norden Kenias bis zur ostafrikanischen Küste verbreitet. Die grauzügelige Unterartengruppe kommt im südlichen Teil Afrikas vor. Ihr Verbreitungsgebiet reicht im Norden bis in das Innere Kenias und Ugandas. Isoliert durch ein Verbreitungsgebiet rotzügeliger Formen kommen grauzügelige Buntastrilde außerdem in Eritrea vor. Verglichen mit dem Wienerastrild, der zur selben Gattung gehört, bevorzugen Buntastrilde trockeneres Gelände. Sie leben überwiegend in dichtem Dornengebüsch.
Die Nahrung besteht hauptsächlich aus Grassamen sowie Insekten. Zeitweise leben Buntastrilde überwiegend von Termiten. Sie sind weniger gesellig als andere Prachtfinkenarten und meist nur paarweise zu beobachten. Lediglich am Ende der Brutzeit können kleine Familiengruppen beobachtet werden. Buntastrilde sind Freibrüter. Das Nistmaterial besteht aus Gräsern, Kokosfasern und Federn. Das Weibchen legt vier bis sechs Eier. Bei Gelegen, die sieben Eier enthalten, handelt es sich um Gelege, in die brutschmarotzende Witwenvögel der Gattung Vidua ein Ei hinzugefügt haben. Die Brutdauer beträgt zwölf bis 13 Tage. Beide Elternvögel brüten. Die Jungvögel verlassen nach 21 Tagen das Nest. Die Brutzeit variiert in Abhängigkeit vom Verbreitungsgebiet, fällt aber gewöhnlich in die zweite Hälfte der Regenzeit und reicht bis in die Trockenzeit hinein. Abweichend davon fällt im südlichen Afrika die Brutzeit in das Ende des Sommers und den Beginn des südlichen Winters.

## Haltung

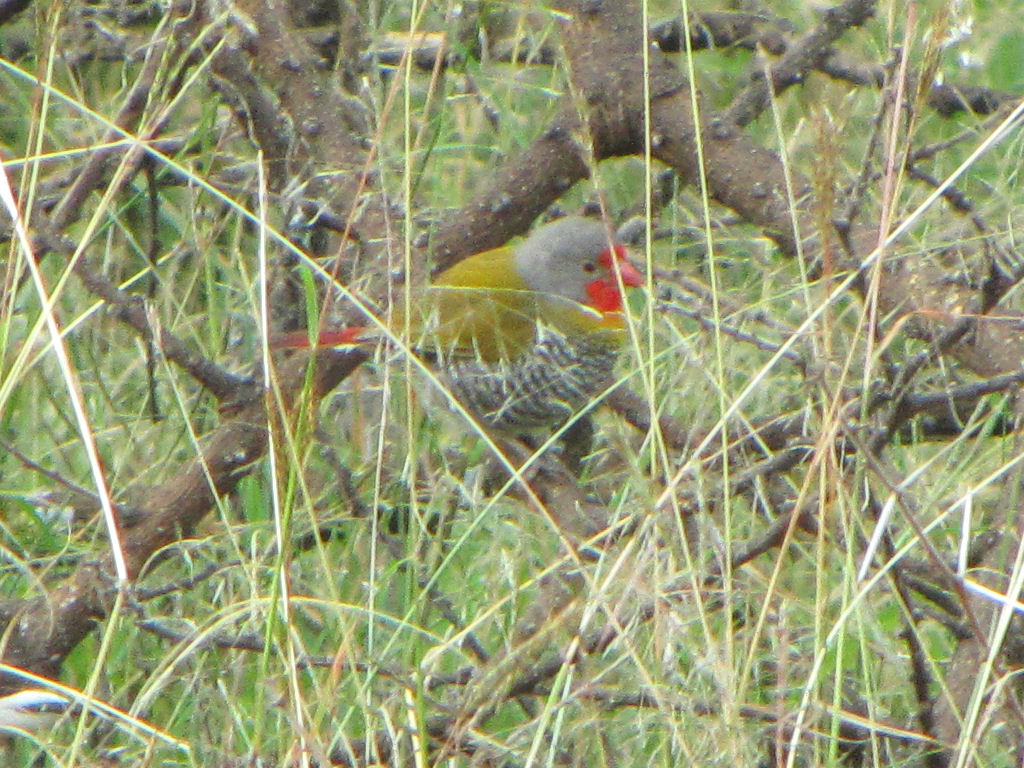
Serengeti, Tansania

Buntastrilde zählen zu den Prachtfinkenarten, die schon sehr früh nach Europa importiert wurden. In kleinerer Stückzahl wurden sie in den 1870er Jahren mehrfach in Deutschland eingeführt und gelangten unter anderem in die Sammlung des späteren Ferdinand von Bulgarien. Seit 1953 wird der Buntastrild regelmäßig im Vogelhandel angeboten. Nachgezüchtet wird er nur von wenigen Züchtern. Bei den meisten Buntastrilden im Handel handelt es sich um Wildfänge, die überwiegend in einem sehr schlechten gesundheitlichem Zustand in Europa ankommen. Für die Käfighaltung sind Buntastrilde ungeeignet. Sie benötigen eine geräumige Innenvoliere, der sich eine dichtbepflanzte Freivoliere anschließt. Buntastrilde sind aggressive Vögel und können nur in größeren Volieren mit anderen Vogelarten vergesellschaftet werden. Es hat sich gezeigt, dass Buntastrilde gegenüber dem nahe verwandten Wienerastrild, der ebenfalls eine rote Gesichtsmaske aufweist, sehr aggressiv sind.

## Unterarten
Es sind acht Unterarten anerkannt, die sich vor allem in ihrer Färbung und ihrem Verbreitungsgebiet unterscheiden:
- Pytilia melba melba (Linnaeus, 1758)
- Pytilia melba citerior Strickland, 1853
- Pytilia melba jessei Shelley, 1903
- Pytilia melba soudanensis (Sharpe, 1890)
- Pytilia melba percivali Someren, 1919
- Pytilia melba belli Ogilvie-Grant, 1907
- Pytilia melba grotei Reichenow, 1919
- Pytilia melba hygrophila Irwin & Benson, 1967

## Belege

### Einzelbelege
1. ↑  Nicolai et al., S. 67.
2. ↑  Nicolai et al., S. 69.
3. ↑  Nicolai et al., S. 69.
4. ↑  Nicolai et al., S. 70.
5. ↑  IOC World Bird List Waxbills, parrotfinches, munias, whydahs, Olive Warbler, accentors, pipits